# Śródmieście (Warschau)
Śródmieście (Centrum) is een stadsdeel van Warschau, de hoofdstad van Polen. Het is gelegen langs de westelijke oevers van de rivier de Wisla. De wijk Stare Miasto (Oude Stad) is een van meest bezochte toeristische plekken in Polen.

## Wijken
- Muranów
- Nowe Miasto
- Powiśle
- Solec

- Śródmieście Północne
- Śródmieście Południowe
- Stare Miasto
- Ujazdów

Bemowo · Białołęka · Bielany · Mokotów · Ochota · Praga · Rembertów · Śródmieście ·
Targówek · Ursus · Ursynów · Wawer · Wesoła · Wilanów · Włochy · Wola · Żoliborz